# Kosten (Recht)
Kosten im Rechtssinne umfassen Gebühren und Auslagen. Eine Gebühr (veraltet: Gebührnis) ist eine Abgabe, die für verschiedene behördliche Tätigkeiten erhoben wird und deren Entstehen durch ein Gebührengesetz angeordnet ist. Auslagen sind alle Kosten für Leistungen von am Verfahren nicht beteiligten Dritten, die für die Durchführung eines behördlichen oder gerichtlichen Verfahren erforderlich sind, z. B. Sachverständigenkosten, Reisekosten vgl. § 17 Gerichtskostengesetz.
Die Erhebung von Kosten im Rahmen der Ausführung von Bundesgesetzen durch die Länder als eigene Angelegenheit (Art. 83, Art. 84 GG), durch die Länder im Auftrag des Bundes (Bundesauftragsverwaltung) (Art. 85 GG) und durch den Bund durch eigene Behörden (Bundeseigene Verwaltung) (Art. 86, Art. 87 GG) ist im Bundesgebührengesetz (BGebG) geregelt, das 2013 das Verwaltungskostengesetz (VwKostG) abgelöst hat. Für die Landesverwaltung gelten Kostengesetze der Länder, z. B. Gesetz über Gebühren und Beiträge (Berlin).